# 2. Grenadier-Regiment Nr. 101 „Kaiser Wilhelm, König von Preußen“
Das 2. Grenadier-Regiment Nr. 101 „Kaiser Wilhelm, König von Preußen“ war das älteste Infanterieregiment der kurfürstlich, später königlich Sächsischen Armee. Es wurde am 30. April 1670 als Leibregiment zu Fuß während der Regierungszeit von Kurfürst und Erzmarschall Johann Georg II. gegründet und im Zuge des Verlustes der sächsischen Militärautonomie nach dem Ersten Weltkrieg und einer fast 250-jährigen militärischen Tradition am 31. März 1919 aufgelöst.

## Aufstellung
Erfolgte nach der Musterung im Reithaus in Dresden (ehem. gelegen zwischen Hoftheater und Zwinger) durch den ersten Kommandeur Oberst Kuffer. Die Kompaniestärke betrug zwischen 101 und 151 Mann. 60 davon bewaffnet mit Piken und der Rest mit Musketen und Schweinsfedern.

## Regimentsnamen
Kurfürstliches Leibregiment, Leib-Regiment zu Fuß, Sächsisches Gardegrenadierregiment, 2. Leibregiment, Leibgarde zu Fuß, Garde zu Fuß, Sächsische Garde, Deutsche Garde, Regiment Kurfürst, Regiment König, Bataillon König, Garde-Bataillon, Leibgrenadier- (Leibinfanterie-) Regiment, Leibbrigade, ab 1. April 1867 mit Einführung der allg. Wehrpflicht in Sachsen: 2. Grenadier-Regiment Nr. 101, ab September 1868 Verleihung (Namensführung) des Regimentes an Wilhelm I. „König von Preußen“, ab 18. Januar 1871 „Kaiser Wilhelm, König von Preußen“ zur Gründung des Deutschen Kaiserreiches

## Standorte
Seit Gründung des Regimentes erfolgte die Unterbringung kompanieweise in kleinen Garnisonen u. a. in Meißen, Bischofswerda, Senftenberg, Großenhain, Oschatz, Torgau, Pirna, Lommatzsch, Zittau, Döbeln, Freiberg und Dresden oder zusammen in Übungslagern vor Beginn von Feldzügen, welchen eine oft jahrelange Abwesenheit aus der Heimat folgte. Im März 1877 konnte durch das Regiment die neu gebaute Grenadier-Kaserne (später Kaiser-Grenadier-Kaserne) in der Albertstadt im Dresdner Norden bezogen werden.

## Kommandeure
- 1670 Oberst Hans Heinrich Kuffer
- 1681 Oberst v. Escher
- 1683 Oberst v. Schönfeld(t)
- 1685 Oberstleutnant v. Schmeiß
- 1688 Oberstleutnant v. Schweinitz
- 1690 Oberst v. Schmeiß
- 1692 Oberst v. Bornstädt
- 1694 Oberst v. Ben(c)kendorf(f)
- 1695 Oberst Friedrich von Brause
- 1697 Oberst Siegmund von Brause
- 1697 Oberst v. der Drost
- 1699 Oberst Hanns Herrmann Wustromirsky v. Rakittnigk
- 1700 Oberst Baron v. Degenfeld
- 1703 Oberst Baron v. Bose

I. Garde:
- 1707 Oberst v. Stojentin
- 1718 Oberst Baron v. Schmettau
- 1719 Oberst v. Fitzner
- 1728 Oberst v. Weißenbach
- 1740 Oberst v. Stutterheim
- 1745 Oberst Noè de Crousaz

II. Garde:
- 1707 Generalmajor Baron v. Bose
- 1714 Oberst Freiherr v. Friesen
- 1719 Oberst v. Pflugk
- 1725 Oberst v. Iasmund
- 1734 Oberst v. Natzmer
- 1734 Oberst v. Münch
- 1745 Oberst Noè de Crousaz
- 1752 Oberst Christian Friedrich von Winckelmann
- 1757 Oberstleutnant v. Goetz
- 1764 Oberst v. Pirch
- 1778 Oberst v. Gersdorff
- 1778 Oberst Wolf Reinhard von Hartitzsch

- 1788 Oberst de Leger
- 1791 Oberst v. Stammer
- 1795 Oberst v. Low
- 1795 Oberst v. Stieglitz
- 1796 Oberst v. Biela
- 1800 Oberst v. Hayn
- 1801 Oberst v. Gertenberg
- 1807 Oberst Donat

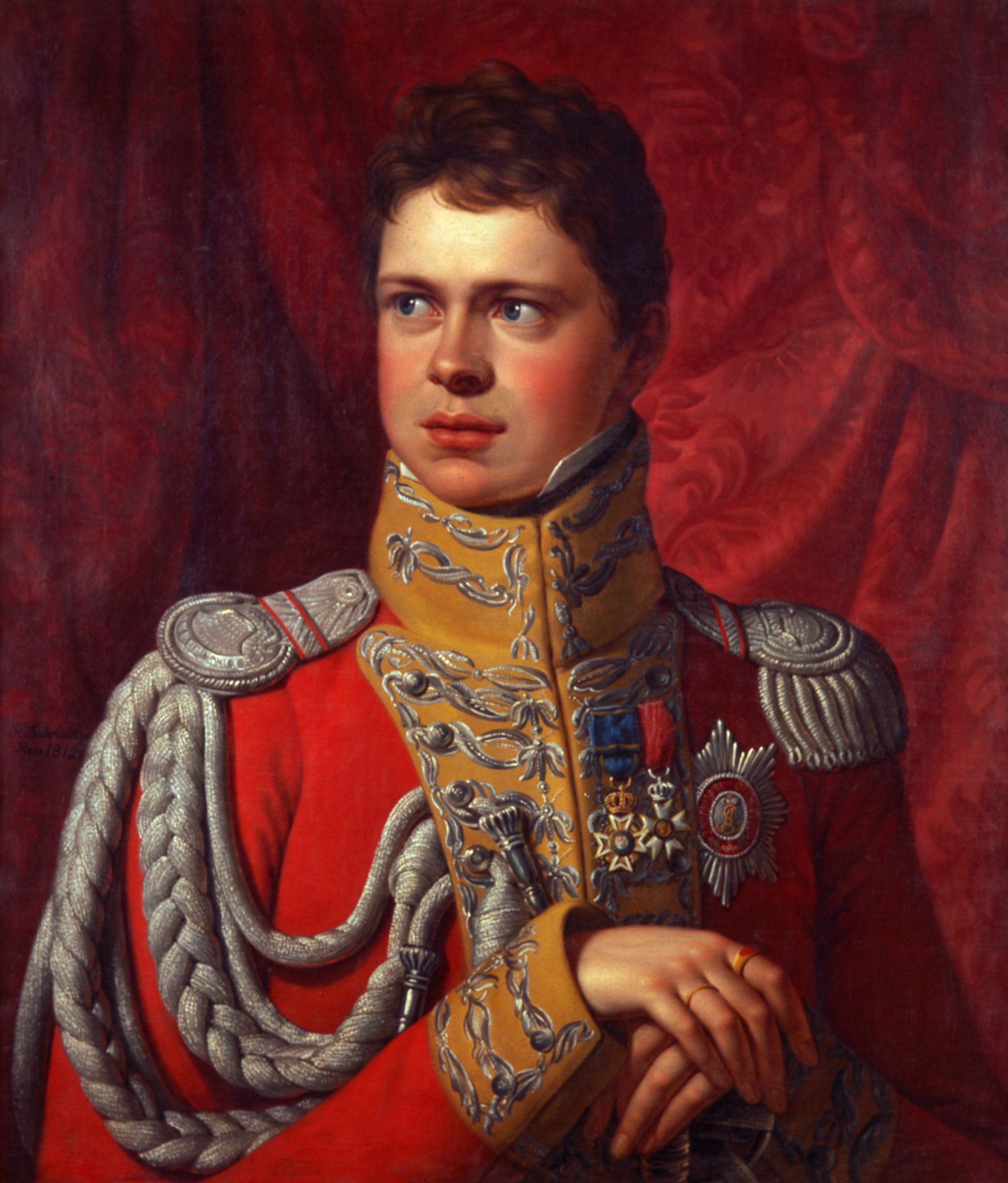
Bernhard von Sachsen-Weimar in der Uniform des sächsischen Gardegrenadierregiments 1812, Porträt von Rudolph Suhrlandt

- 1809 Generalmajor Friedrich Georg von Hartitzsch

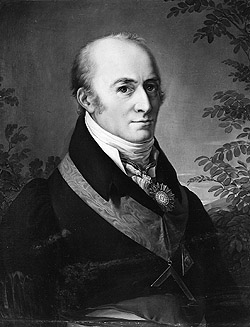
Heinrich Wilhelm von Zeschau

- 1809 Generalmajor Heinrich Wilhelm von Zeschau
- 1810 Oberst v. Göphardt
- 1814 Oberst Prinz Bernhard von Sachsen-Weimar
- 1815 Oberst v. Radeloff
- 1819 Oberst Thomas von Wolan
- 1828 Oberst v. Koppenfels
- 1836 Oberst v. Einsiedel
- 1845 Oberst v. Schuch
- 1848 Oberst v. Sichart
- 1853 Oberst Karl Rudolph v. Haußen
- 1860 Oberst Freiherr v. Falkenstein
- 1861 Oberst Clemens Heinrich Lothar von Hausen
- 1866 Oberst v. Bünau
- 1867 Oberst Alban von Montbé
- 1869 Oberst Friedrich von Seydlitz-Gerstenberg
- 1872 Oberst Hans Otto von Schimpff
- 1875 Oberst Johann O’Byrn
- 1883 Oberst Gottlob von Hodenberg
- 1887 Oberst Arndt von Egidy
- 1890 Oberst Max von Hausen
- 1892 Oberst Paul von Hingst
- 1896 Oberst Richard Sachse
- 1899 Oberst Paul Vitzthum von Eckstädt
- 1901 Oberst Arndt von Hausen
- 1903 Oberst Egon von Schlieben
- 1907 Oberst Otto von Tettenborn
- 1911 Oberst Klemens Ullrich
- 1912 Oberst Johann Meister
- 1915 Oberst Werner von Seydlitz-Gerstenberg
- 1917 Oberst Oskar Schulz
- 1918 Oberst Arndt von Schmalz (gefallen)
- 1918 Major Hodo von Hodenberg
- 1919 Major von Löben

## Kriegsverbrechen im Ersten Weltkrieg
Soldaten des Regiments waren am 23. August 1914 am Massaker von Dinant in Belgien beteiligt. Dieses Kriegsverbrechen wurde erst im Jahr 2001 durch die Bundesrepublik Deutschland anerkannt.

## Tradition
Nach Gründung der Reichswehr führte die 3. Kompanie des 10. (Sächsisches) Infanterie-Regiments, später Infanterie-Regiment Dresden bzw. Infanterie-Regiment 10, die Tradition des Regiments fort.
Der dem Regiment zugewiesene Parademarsch „Glück auf!“ (1865 von Carl Faust komponiert) ist heute Bestandteil der Armeemarschsammlung (AM II, Nr. 157) der deutschen Bundeswehr.

## Denkmal
Das Denkmal zu Ehren gefallener Regimentsangehöriger des Ersten Weltkrieges befindet sich auf dem Ehrenhain des Dresdner Nordfriedhofes. Es wurde am 30. April 1920 zum 250-jährigen Gründungstag von ehemaligen Kameraden gewidmet.

## Bildergalerie

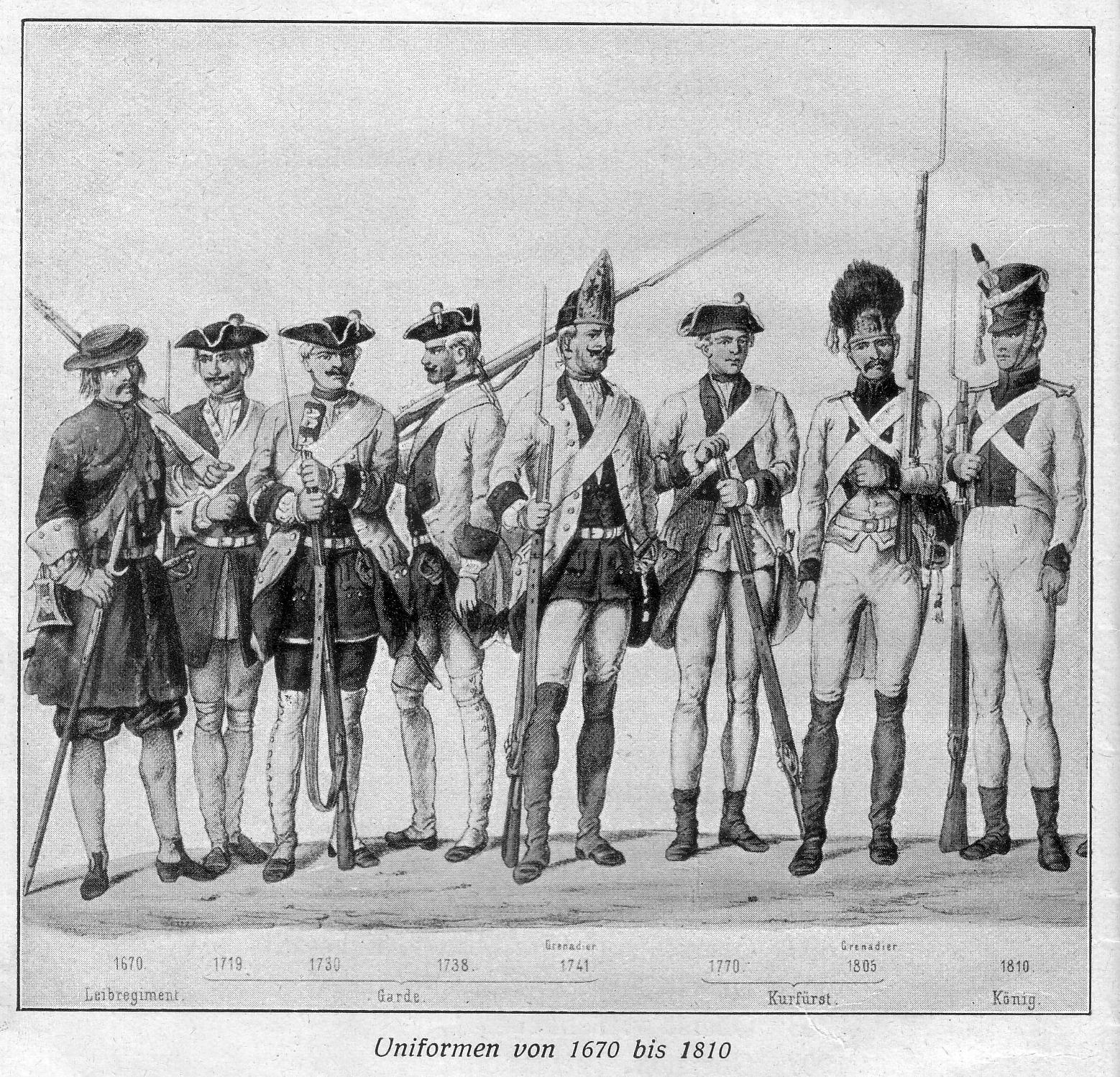
Uniformen 1670 bis 1810
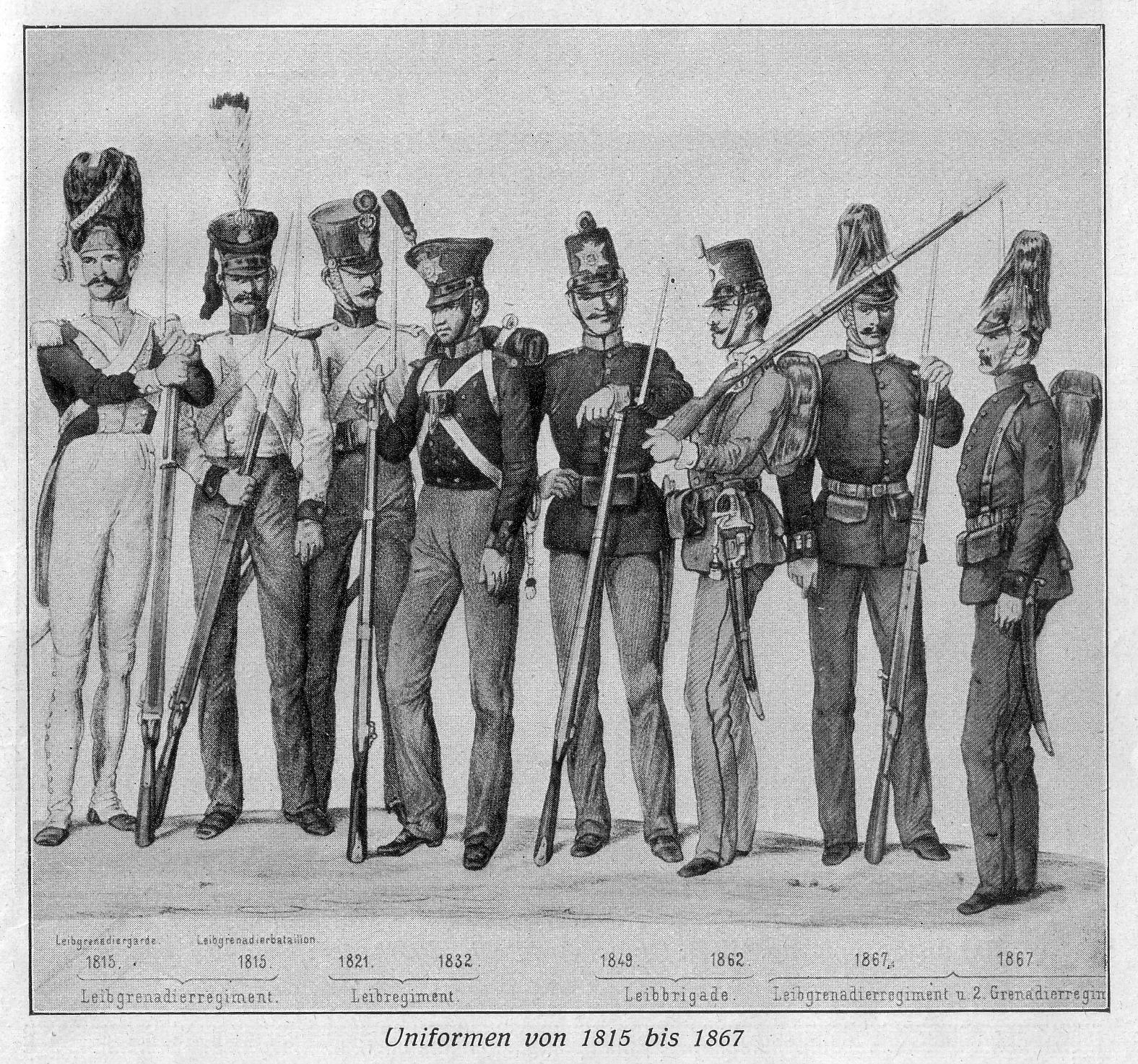
Uniformen 1815 bis 1867
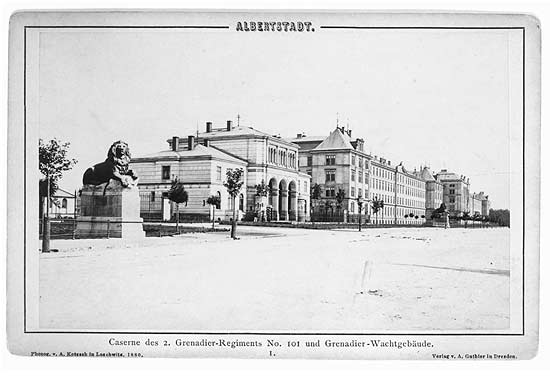
Kaiser-Grenadier-Kaserne um 1880
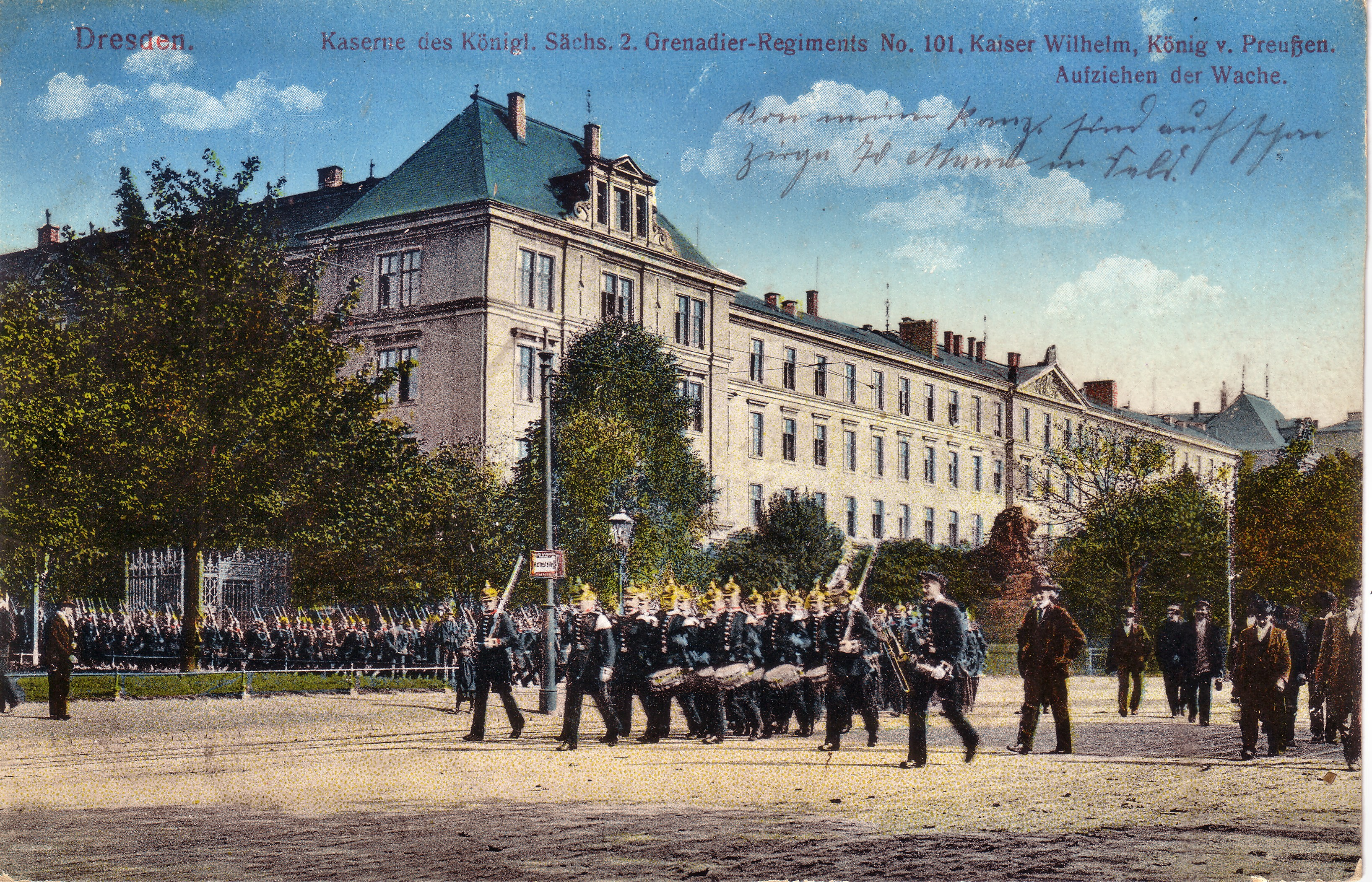
Die 101er rücken aus
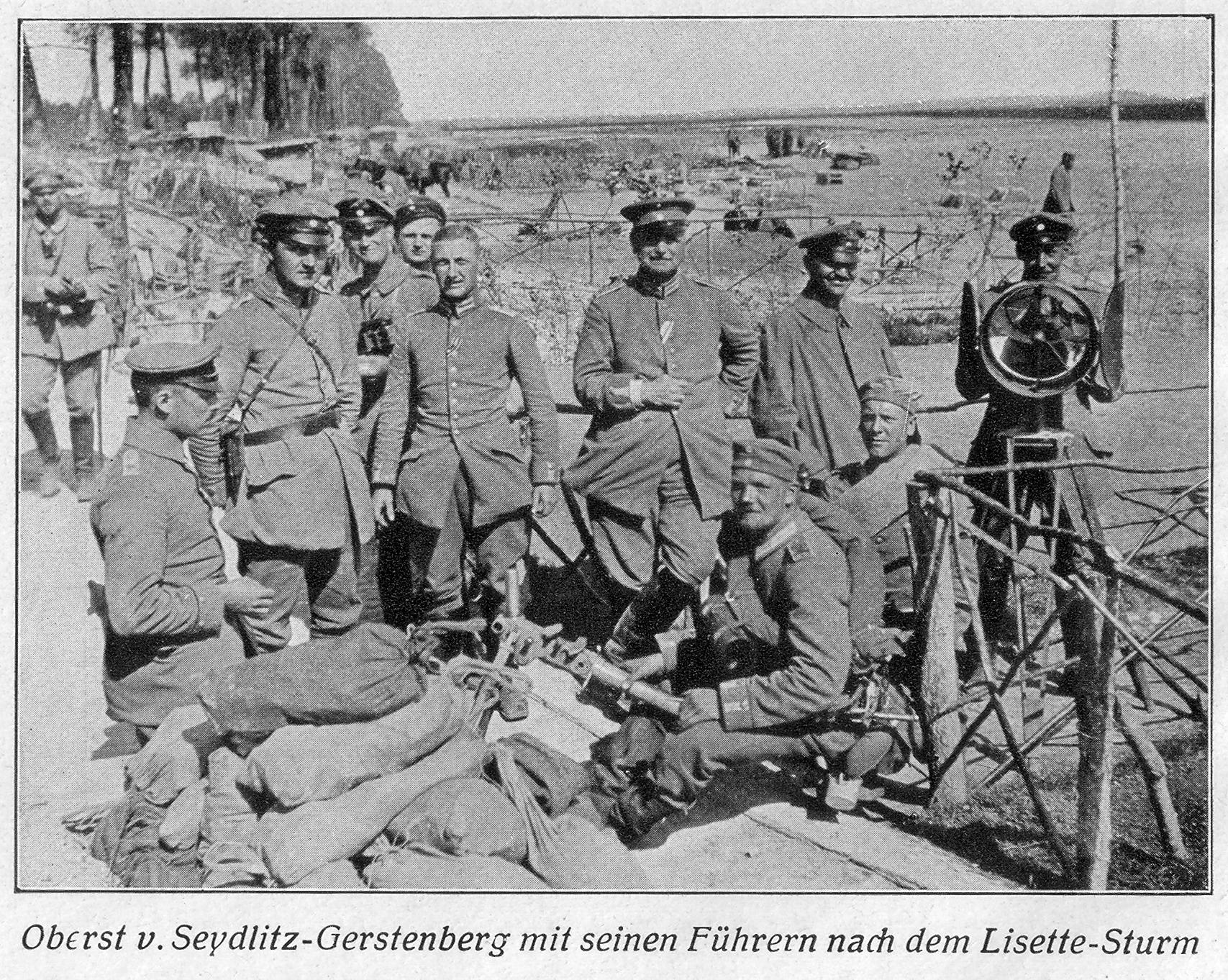
Regimentskommandeur Oberst v. Seydlitz-Gerstenberg (Bildmitte) an der Westfront 1915
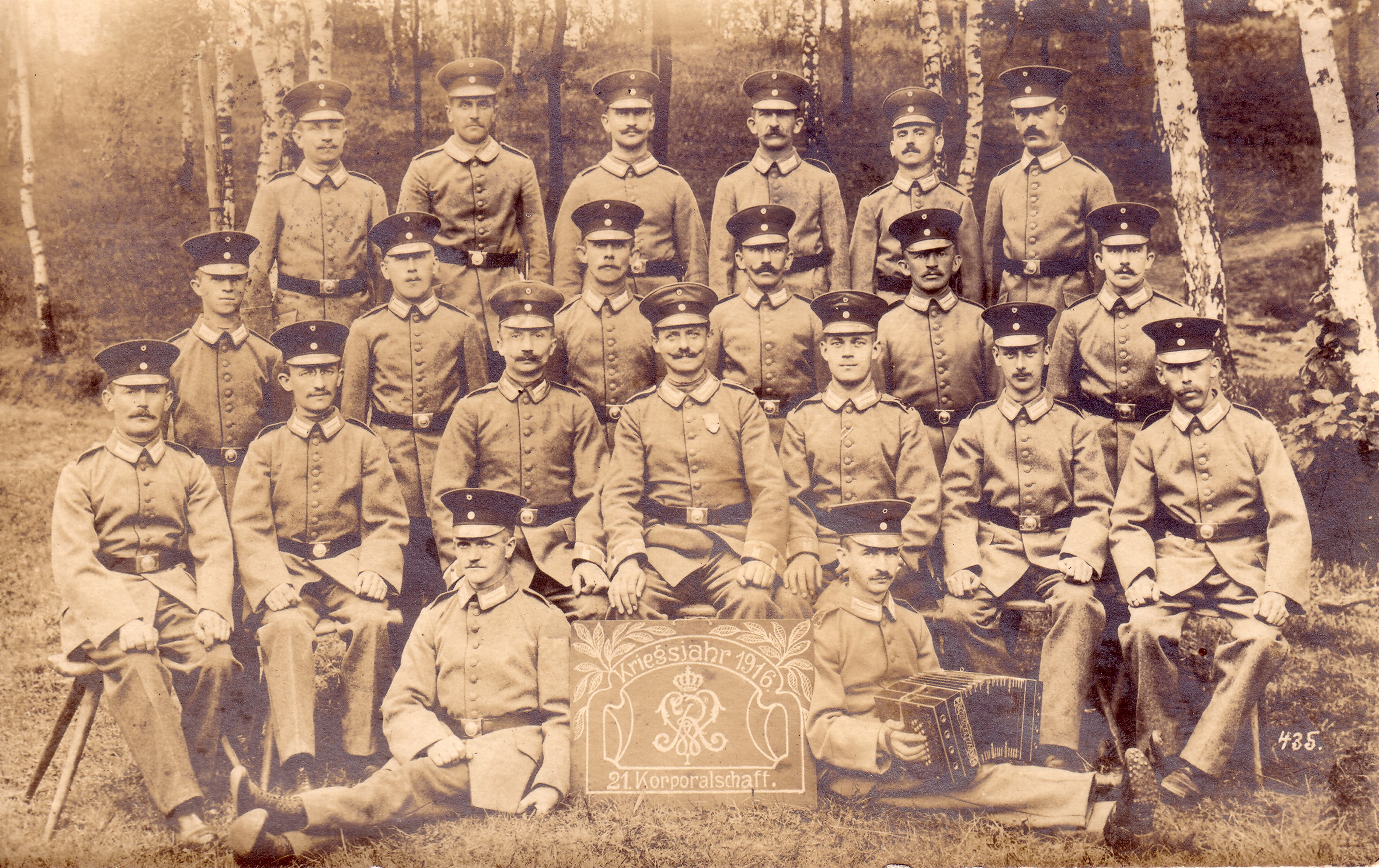
21. Korporalschaft des 2. Grenadier-Regiments Nr. 101 im Kriegsjahr 1916
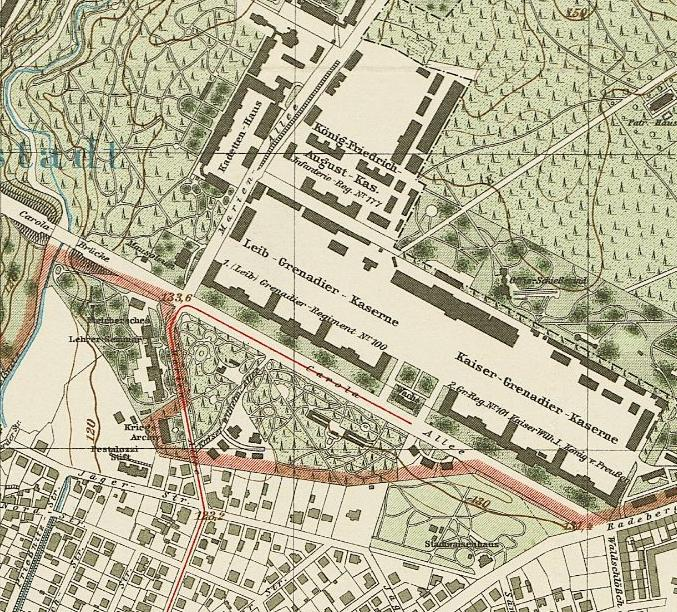
Karte der Grenadier-Kasernen mit Kaiser-Grenadier-Kaserne (rechts) um 1917
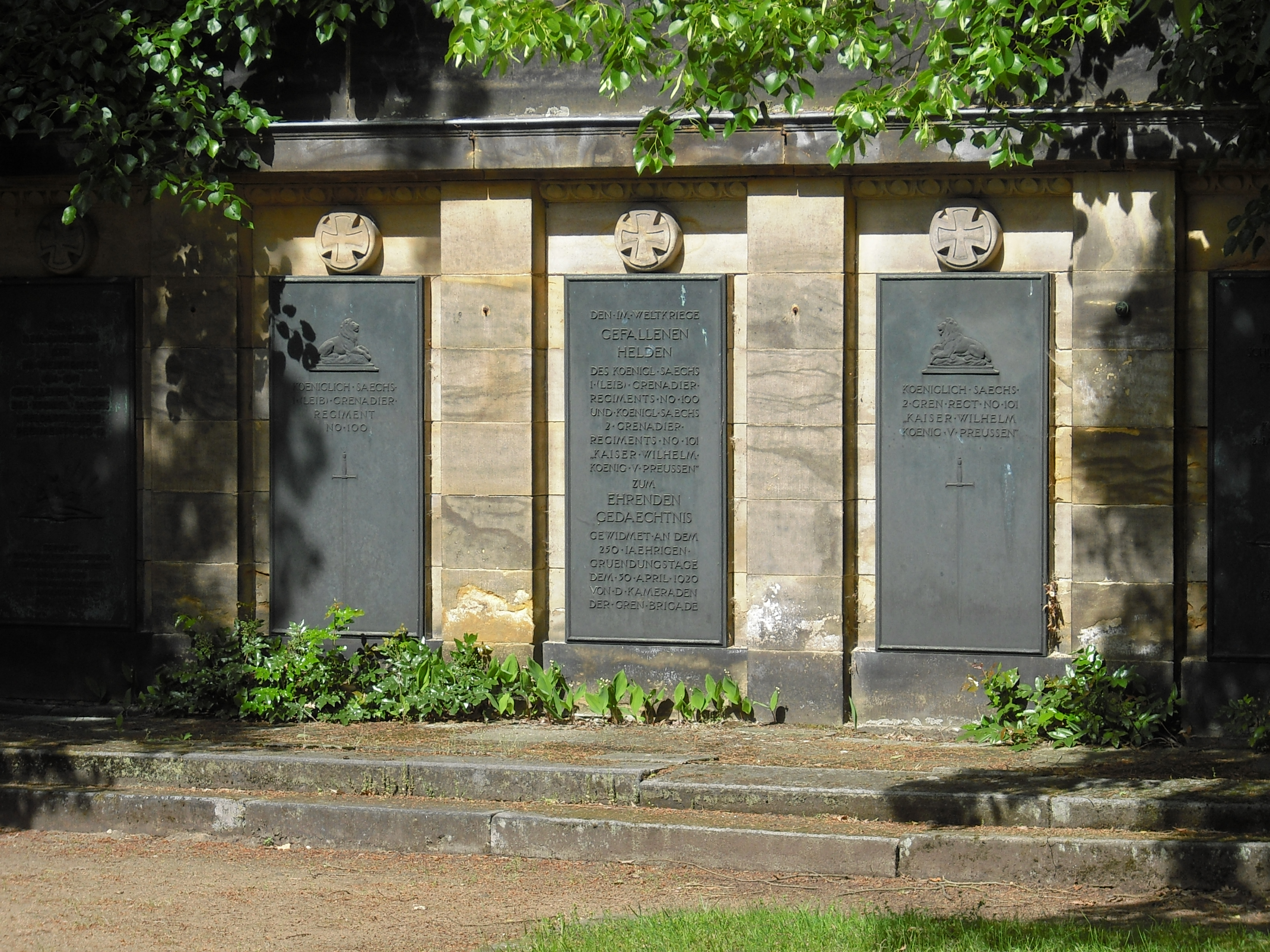
Regimentsdenkmal auf dem Ehrenhain des Dresdner Nordfriedhofes